# Union démocratique des Comores
Pour les articles homonymes, voir Union démocratique.
L'Union démocratique des Comores surnommé parti des « turbans verts » ou plus simplement parti Vert est un parti politique de l'Archipel des Comores. C'est un parti conservateur. Il était, avec le parti Blanc auquel il s'opposait, la principale force politique des Comores. Sous sa bannière Saïd Mohamed Cheikh est devenu plusieurs fois député de l'Assemblée française de la Ve et IVe République. À partir du début des années 1960, plusieurs députés une chambre locale, la Chambre des députés des Comores, sont membres du parti, dont Ahmed Abdallah ou Ali Soilih en 1967. Saïd Mohamed Cheikh est devenu plusieurs fois président du Conseil, élu par ces députés.
Saïd Mohamed Cheikh, son dirigeant jusqu'en 1970, a œuvré pour une plus grande autonomie de l'archipel. Son successeur, Ahmed Abdallah, a conduit le parti à la chute du gouvernement de Said Ibrahim bin Said Ali. Le parti vert s'allie à divers courants indépendantistes comme le Rassemblement démocratique du peuple comorien et gagne les élections en décembre 1972. Ahmed Abdallah négocie avec la France l'indépendance les accords du 15 juin 1973.
Les membres de l'Assemblée votent l'indépendance unilatérale en 1975.
Ahmed Abdallah revient au pouvoir à la chute d'Ali Soilih et en 1982, dissout tous les partis politiques et crée un parti unique, l'Union comorienne pour le progrès, surnommé le parti Bleu.